# Orientilla chinensis
Orientilla chinensis (лат.) — вид ос-немок рода Orientilla из подсемейства Dasylabrinae.

## Распространение
Китай.

## Описание
От близких видов отличаются следующими признаками: медиальное возвышение наличника и субвентральный поперечный гребень образуют Т-образную область; на тергите Т2 отсутствует бледное щетинковое пятно. Мезоплеврон равномерно выпуклый и без вертикального киля; пунктировка тела крупная плотная, тергит T2 продольно пунктирован. Метасомальный сегмент 1 петиолевидный. Вид был впервые описан в 1922 году под названием Stenomutilla chinensis Zavattari, 1922, а его валидный статус подтверждён в ходе ревизии, проведённой в 2023 году японским энтомологом Juriya Okayasu (Университет Хоккайдо, Саппоро, Япония).